# موساشینو، توکیو

نقشهٔ موساشینو واقع در ناحیهٔ تامای توکیو

موساشینو (به ژاپنی: 武蔵野市 Musashino) به یکی از بخش‌های منطقه تامای توکیو، پایتخت ژاپن گفته می‌شود. مساحت آن ۱۰٬۷۳ کیلومتر مربع است. قبل از جنگ دوم جهانی کارخانهٔ موتور هواپیمای ناکاجیما در این منطقه قرار داشت و عاملی جهت رونق این منطقه بود. در طی این جنگ بمباران‌های شدید نیروهای آمریکایی موجب ویرانی این کارخانه شد. در حال حاضر نیز هنوز می‌توان بمب‌های عمل نکرده دوران جنگ دوم جهانی را که در عمق زمین فرو رفته‌اند یافت.